# Jackie Holmes
Jackie Holmes (n. 4 septembrie 1920 - d. 1 martie 1995) a fost un pilot de curse auto american care a evoluat în Campionatul Mondial de Formula 1 în 1950 și 1953.